# Maja Jager
Maja Buskbjerg Jager (née le 22 décembre 1991 à Broby au Danemark) est une archère danoise. Elle est championne du monde de tir à l'arc en 2013.

## Biographie
Maja Jager commence le tir à l'arc en 1999 et fait ses débuts compétitifs en 2009. Elle atteint son premier titre mondiale dans l'épreuve individuel en 2013.

## Palmarès
- Jeux olympiques[2]
  - 8e à l'épreuve par équipe féminine aux Jeux olympiques 2012 de Londres (avec Carina Rosenvinge Christiansen et Louise Laursen).
  - 33e à l'épreuve individuelle féminine aux Jeux olympiques 2012 de Londres.

- Championnats du monde[1]
  -  Médaille d'or à l'épreuve individuelle féminine aux championnats du monde 2013 d'Antalya.
  -  Médaille de bronze à l'épreuve par équipe féminine aux championnats du monde 2013 d'Antalya (avec Carina Rosenvinge Christiansen et Anne Marie Laursen).

- Coupe du monde[1]
  -  Médaille de bronze à l'épreuve par équipe femme à la coupe du monde 2013 de Wrocław.
  -  Deuxième à la Coupe du monde à l'épreuve par équipe mixte à la coupe du monde 2016 d'Odense.

- Jeux européens[1]
  -  Médaille d'argent à l'épreuve individuelle féminine aux Jeux européens de 2015 de Bakou.
  -  Médaille de bronze à l'épreuve par équipe féminine aux Jeux européens de 2019 de Minsk.

- Championnats d'Europe
  -  Médaille d'argent à l'épreuve par équipe mixte aux championnats d'Europe de 2014 d'Echmiadzin[3].
  -  Médaille d'argent à l'épreuve individuelle féminine aux championnats d'Europe 2018 de Legnica.
  -  Médaille de bronze à l'épreuve par équipe féminine aux championnats d'Europe 2021 d'Antalya (avec Kirstine Andersen et Randi Degn).

- Universiade[1]
  -  Médaille de bronze à l'épreuve individuelle féminine à l'Universiade d'été de 2015 de Gwangju.